# Riksdaler
Riksdaler è stato il nome di una moneta svedese coniata per la prima volta nel 1604. Tra il 1777 ed il 1873 è stata la valuta ufficiale della Svezia. Il daler, come il dollaro, prende il nome dalla parola tedesca Taler o Thaler (tallero). Monete con nome simili, Reichstaler, rijksdaalder e rigsdaler furono usate rispettivamente in Germania ed Austria-Ungheria, Paesi Bassi, Danimarca-Norvegia.

## Storia

### Sistemapenning

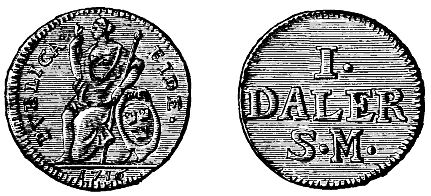
"Publica fide", 1716

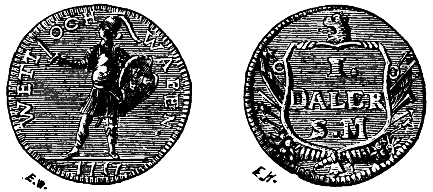
"Wett och wapen", 1717

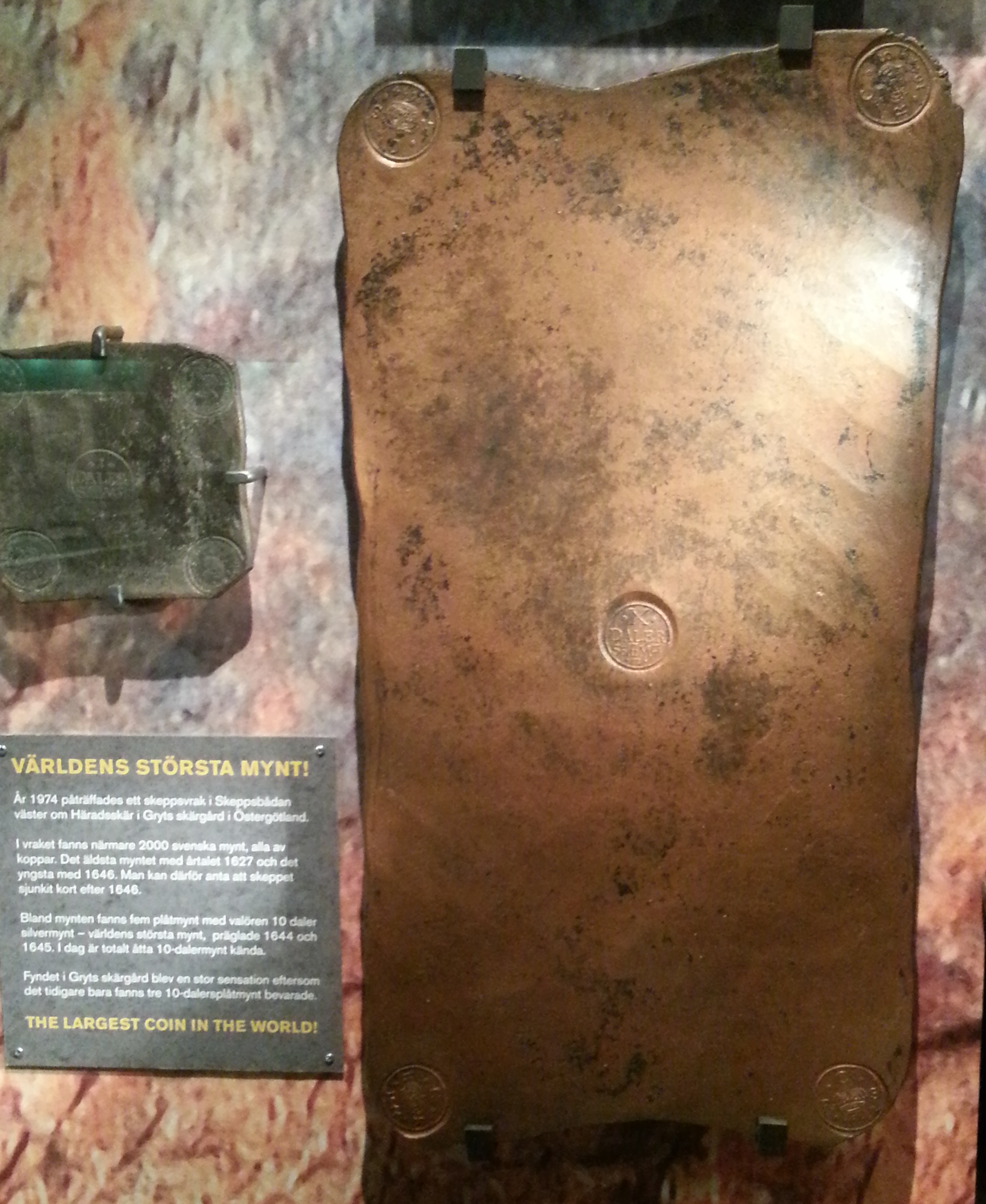
Plåtmynt

Il tallero (daler) fu introdotto nel 1534. Era stato inizialmente creato per i commerci internazionali ed aveva un valore di 4 mark, o 32 öre o 192 penningar (singolare penning). In 1604, il nome fu cambiato in riksdaler ("daler del rike cioè regno", come anche il Reichsthaler). Nel 1609, il riksdaler raggiunse il valore di 6 marchi quando le altre monete svedesi furono svalutate mentre il valore del riksdaler rimaneva costante.
Dal 1624, il daler fu coniato sia in rame che in argento. A causa del basso valore del rame, furono emesse monete di grande modulo (plåtmynt). Queste monete erano dei pezzi quadrati di rame che pesavano, in alcuni casi, diversi chilogrammi. Circolarono fino al 1776. In seguito alla minor disponibilità dell'argento, il daler d'argento aumentò il suo valore rispetto a quello di rame, con un tasso di cambio che raggiunse i due o addirittura tre daler di rame per uno d'argento. Le monete in rame erano marcate K.M. o KMT, mentre quelle d'argento erano marcate S.M. o SMT .
La Svezia fu il primo paese in Europa a produrre denaro nazionale di carta. Questo fu introdotto nel 1661 come misura d'emergenza per ridurre le richieste di rame per la produzione di monete. Le banconote persero presto il loro valore perché ci fu una super-produzione, ma ebbero il merito di risolvere il problema immediato. Furono emesse fino al 1667. Nel 1681 il daler d'argento fu svalutato e come conseguenza i valori furono 1 riksdaler = 2 daler d'argento. Nel 1712 ci fu un'ulteriore svalutazione ed il nuovo cambio fu 1 riksdaler = 3 daler d'argento.

### Sistema Riksdaler
Nel 1776 fu annunciato un nuovo sistema monetario che entrò in uso all'inizio del 1777. La nuova valuta era basata sul riksdaler suddiviso in 48 skilling (dal valore di due vecchie öre; a volte scritto schilling con il plurale schillingar), ogni skilling a sua volta suddiviso in 16 runstycken. Le preesistenti monete in rame ebbero il valore dimezzato e solo le monete d'argento più recenti mantennero il loro valore facciale.
La nuova valuta fu emessa sotto forma di banconote (fiat money) e monete di argento e rame. Inizialmente solo il Riksens Ständers Wexel-Banco (la banca del Riksdag degli Stati) fu autorizzata ad emettere banconote ma, nel 1789, fu creato il Riksgälds Contor (Swedish National Debt Office) che ebbe il diritto di emettere banconote proprie. Il "riksdaler specie" fu coniato in argento, il "riksdaler banco" fu emesso dalla banca ed il "riksdaler riksgälds" fu emesso dal tesoro (Debt Office). Sia la banca che il Debt Office emisero monete in rame.
Il "riksdaler specie" era protetto contro l'inflazione grazie al suo collegamento con l'argento ma le banconote ebbero una forte inflazione causata anche dal forte signoraggio. Nel 1803, il valore delle banconote fu fissato ad un valore di 1 "riksdaler banco" = 1½ riksdaler riksgälds. Nel 1830 il tasso di cambio della monete d'argento fu fissato così:
1 "riksdaler specie" = 2⅔ "riksdaler banco" = "4 riksdaler riksgälds".
Il valore delle monete di rame della Riksens Ständers Wexel-Banco cadde (in rapporto all'argento) seguendo la caduta della moneta cartacea della banca. Perciò dal 1830, ci furono 128 "bank skilling" in un "riksdaler specie" e questa divenne la nuova suddivisione standard del "riksdaler specie" nel 1834 con il nome di skilling banco.

### Sistema decimale
Nel 1855 si ebbero due riforme monetarie: l'introduzione del riksdaler riksmynt ed il passaggio ad un sistema decimale.
Un "riksdaler specie" fu cambiato con 4 "riksdaler riksmynt, ognuno suddiviso in 100 öre. L'Unione monetaria scandinava sostituì il "riksdaler riksmynt" nel 1873 con una nuova valuta, la corona svedese (krona) alla pari. La moneta di pari valore e con lo stesso nome fu adottata contemporaneamente anche da Danimarca e Norvegia.
La parola riksdaler è ancora usata gergalmente in Svezia per indicare la corona.
Le monete da 25 öre, attualmente non più in circolazione, erano spesso chiamate tolvskilling (12 skilling) durante gran parte del XX secolo. Anche se è corretto che 25 öre = 1/4 krona (dopo il 1873) = 1/4 riksdaler riksmynt (1855-1873) = 1/4 riksdaler riksgälds (fino al 1855) = 12 skilling riksgälds, tuttavia la moneta da 12 skilling riksgälds non esisteva!
Tuttavia poiché 1 riksdaler riksgälds = 1/4 riksdaler specie (argento) allora 12 skilling riksgälds = 1/16 riksdaler specie = 3 skilling specie (argento). In realtà monete dal valore di 1/16 riksdaler specie furono emesse fino al 1855.
Non è chiaro comunque di quale sia l'origine del nome tolvskilling se fu un uso comune o il termine fu introdotto per far familiarizzare le persone con il nuovo sistema decimale.

## Monete

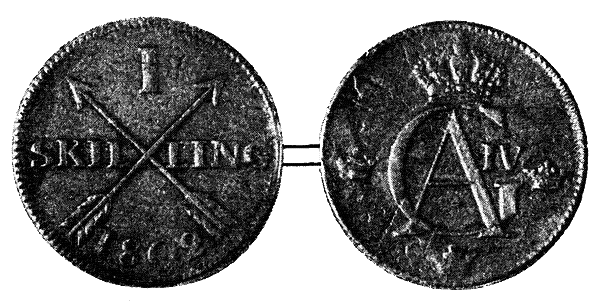
Gustavo IV Adolfo: Skilling 1802.

Negli anni 1770, prima dell'introduzione della nuova valuta, furono emesse monete con il valore di 1 öre K.M., 1, 2, 4, 8 e 16 öre S.M., 1 e 2 daler S.M. e 1 riksdaler.
Dopo la riforma del 1777, furono emesse monete d'argento dal 1/24, 1/12, 1/6, 1/3, 2/3 ed 1 riksdaler.
Il Riksgäldscontoret emise gettoni (pollet) da 1/4 e 1/2 skilling tra il 1799 ed il 1802. In seguito ci furono le emissioni della Riksens Ständers Wexel-Banco con monete da 1/12, 1/4, 1/2 ed 1 skilling dal 1802.
Nel 1830, dopo la stabilizzazione del rapporto tra rame ed argento e le emissioni di carta-moneta, forono introdotti gli skilling da 1/6 assieme alle nuove monete da 1/12, 1/8, 1/4 e 1/2 riksdaler. Le nuove monete d'argento avevano un titolo di .750 e pesavano in proporzione al loro valore. La produzione di monete da 1/12 di skilling e da 1/24, 1/6 e 1/3 di riksdaler ebbe termine.
Nel 1835 fu introdotta una nuova monetazione di rame, che era costituita da 1/6, 1/3, 2/3, 1 e 2 skilling banco, accanto a pezzi d'argento da 1/16 di riksdaler. Ebbe termine la produzione del 1/12 di riksdaler. Furono immesse nel 1849 monete di rame da 4 skilling e nel 1851 quelle da 1/32 di riksdaler. Queste due monete, che avevano lo stesso valore furono coniate rispettivamente fino al 1855 e al 1853.
La riforma del 1855 introdusse una nuova monetazione consistente di monete di bronzo da 1/2, 1, 2 e 5 öre, d'argento da 10, 25 e 50 öre, da 1 e 2 riksdaler riksmynt e da 1 riksdaler specie. Le monete d'argento mantennero lo stesso titolo da .750 delle monetazioni precedente di conseguenza la moneta da 10 öre pesava solo 0,85 grammi.

## Banconote
Tra il 1661 ed il 1667, lo Stockholm Banco emise biglietti in una grande varietà di valori di "riksdaler specie" (da 50 fino a 1000), di "daler d'argento" (da 50 fino a 1000) e di "daler di rame (da 12½ fino a 1000). L'emissione di carta-moneta riprese nuovamente dal 1701 con le emissioni della Kongliga (in seguito Riksens) Ständers Wexel-Banco. Molte di queste banconote avevano il valore scritto a mano nel momento stesso dell'emissione. Le emissioni stampate invece furono da 6, 9, 12, 24 e 36 daler di rame (daler KMT).
Nel 1777 furono introdotte banconote con il valore di 2 e 3 riksdaler, anche se biglietti con il valore scritto a mano furono emessi fino al 1836. Nel 1802 furono introdotti valori minori da 8, 12 e 16 schilling (pl. schillingar) seguiti da banconote da 10 e 14 skillingar nel 1803.
Il Riksgälds Contor immise in circolazione banconote con valori scritti a mano nel 1790. Valori stampati da 12, 16 e 24 schilling, 1, 2 e 5 riksdaler furono immessi nel 1791 seguiti da 10, 50 e 100 riksdaler nel 1816. Il Riksgälds Contor terminò la produzione di carta-moneta nel 1834.
Dal 1834, il Riksens Ständers Wexel-Bank emise banconote da 8, 12 e 16 schillingar banco e da 2 e 3 riksdaler banco. Le banconote in schillingar banco furono emesse fino al 1849 mentre le banconote in riksdaler furono emesse solo fino al 1836.
Tra il 1835 ed il 1836, la Rikes Ständers Bank introdusse banconote con i valori di 32 skilling banco, 2, 6⅔, 10, 16⅔, 33⅓, 100 e 500 riksdaler banco. Le banconote furono emesse anche nei valori in riksdaler riksgälds (1, 3, 10, 15, 25, 50, 150 e 750) ed in riksdaler specie (¼, ¾, 2½, 3¾, 6½, 12½, 37½ e 187½). Queste banconote furono emesse fino al 1857.
Dal 1858 la Rikes Ständers Bank emise banconote da 1, 5, 10, 50, 100, 500 e 1000 riksdaler riksmynt. La produzione di queste banconote fu continuata dalla Sveriges Riksbank nel 1869, con banconote che furono emesse fino al 1873, quando il daler fu sostituito dalla corona.